# Aurora Pro Patria 1919

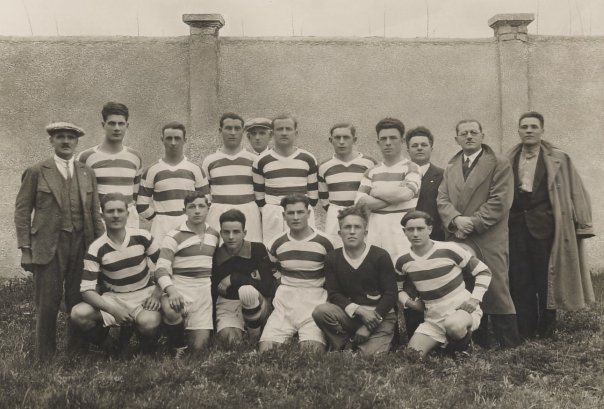
Team van 1928/1929

Pro Patria Calcio is een Italiaanse voetbalclub uit Busto Arsizio, Lombardije, die speelt in de Serie C A.
De club werd in 1919 opgericht en speelde 12 seizoenen in de Serie A waarvan het laatste in 1956 was.

## Bekende (ex-)spelers
- Wim Lakenberg
- Quinto Bertoloni
- Luca Bucci
- Norberto Höfling
- Ladislao Kubala
- Antonio Manicone
- Tommaso Rocchi
- Stefano Tacconi
- Angelo Turconi